# Carlos Vives
Carlos Vives (Santa Marta, 7 augustus 1961) is een Colombiaans zanger en acteur. Hij mengt traditionele colombiaanse muziek zoals vallenato met rockmuziek.

## Biografie
Carlos Vives werd geboren in Santa Marta, maar verhuisde met zijn familie op zijn twaalfde naar Bogotá, op zoek naar een beter leven. In Bogotá begon hij een carrière als acteur in telenovelas. In 1991 kreeg hij een rol in een televisieserie over het leven van de vallenato-artiest Rafael Escalona. Vives mocht de liedjes zingen en zo werd zijn muziek gekneed tot een mix van vallenato en rock. In de jaren negentig bracht hij verschillende succesvolle albums uit en in 2001 won hij een grammy-award voor zijn album Dejame Entrar. Als uitgenodigd artiest wint hij in 2014 op het internationaal songfestival van Viña del Mar in Chili alle prijzen. Vives bracht in mei 2016 samen met landgenote Shakira het nummer La Bicicleta uit.
Vives woont afwisselend in Colombia en Miami.

## Discografie
- Por fuera y por dentro (1986)
- No podrás escapar de mí (1987)
- Al centro de la ciudad (1989)
- Escalona (1991)
- Escalona, Vol. II (1992)
- Clásicos de la provincia (1993)
- La tierra del olvido (1995)
- Tengo fe (1997)
- El amor de mi tierra (1999)
- Déjame entrar (2001)
- El rock de mi pueblo (2004)
- Corazón Profundo (2013)